# Joe Chambers
Joe Chambers (Chester, Pensilvania, 25 de junio de 1942) es un baterista de jazz, pianista, vibrafonista y compositor estadounidense.

## Biografía
Estudió un año en el Conservatorio de Filadelfia. En las décadas de 1960 y 1970, Chambers actuó con muchos artistas de alto nivel, como Eric Dolphy, Charles Mingus, Wayne Shorter y Chick Corea. Durante este periodo, sus composiciones aparecieron en algunos de los álbumes en los que hizo apariciones como invitado, como los de Freddie Hubbard y Bobby Hutcherson. Ha publicado ocho álbumes como director de banda y ha sido miembro de varias encarnaciones del conjunto de percusión M'Boom de Max Roach. También ha impartido clases, entre ellas en la New School for Jazz and Contemporary Music de Nueva York, donde dirige la Outlaw Band. En 2008, fue contratado para ser Profesor Distinguido de Jazz Thomas S. Kenan en el Departamento de Música de la Universidad de Carolina del Norte en Wilmington.

## Discografía

### Como líder
- 1974: The Almoravid (Muse)
- 1976: New World (Finite)
- 1977: Double Exposure (Muse)
- 1981: New York Concerto (Baystate)
- 1991: Phantom of the City (Candid Records)
- 1995: Isla Verde (Paddle Wheel)
- 1998: Mirrors (Blue Note)
- 2003: Urban Groove (441 Records)
- 2006: The Outlaw (Savant)
- 2010: Horace to Max (Savant)
- 2012: Joe Chambers Moving Pictures Orchestra (Savant)
- 2016: Landscapes (Savant)
- 2021: Samba de Maracatu (Blue Note)[9]